# Norbert Gualde
Norbert Gualde (né en 1943) est professeur d'immunologie à l'Université Bordeaux II, Visiting Professor à l'Université du Texas et membre du laboratoire « Composantes innées de la réponse immunitaire et différenciation » (CIRID, CNRS / Université Victor Segalen Bordeaux 2).
Il s'est beaucoup intéressé à l'histoire des grandes épidémies et de l'« immunité de l'humanité », c'est-à-dire l'immunité des populations, ou « démorésilience » vis-à-vis des épidémies majeures, dont la variole, la peste, le choléra, la grippe, etc.